# Signéville
Signéville é uma comuna francesa na região administrativa de Grande Leste, no departamento de Haute-Marne. Estende-se por uma área de 8,08 km². Em 2010 a comuna tinha 91 habitantes (densidade: 11,3 hab./km²).